# Bruchidius maculipygus
Bruchidius maculipygus là một loài bọ cánh cứng trong họ Bruchidae. Loài này được Champion mô tả khoa học năm 1919.